# Carcasa (proyectil)

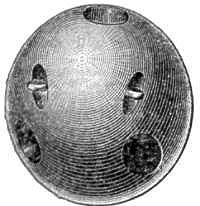
Dibujo de una carcasa.

La carcasa era un primigenio tipo de bomba incendiaria u obús, destinado a incendiar los objetivos. Consistía en una esfera de hierro fundido, llena con una mezcla muy inflamable y que tenía entre tres a cinco agujeros a través de los cuales la mezcla inflamada ardía. Las carcasas eran disparadas desde obuses, morteros y cañones para incendiar edificios y fortificaciones; al impactar, la esfera se rompía y esparcía su carga incendiaria alrededor del blanco. Los cohetes Congreve también eran equipados a veces con ojivas carcasa.
Recibieron este nombre porque los agujeros que pasaban de un lado a otro, se parecían a las costillas de un cadáver.

## Historia

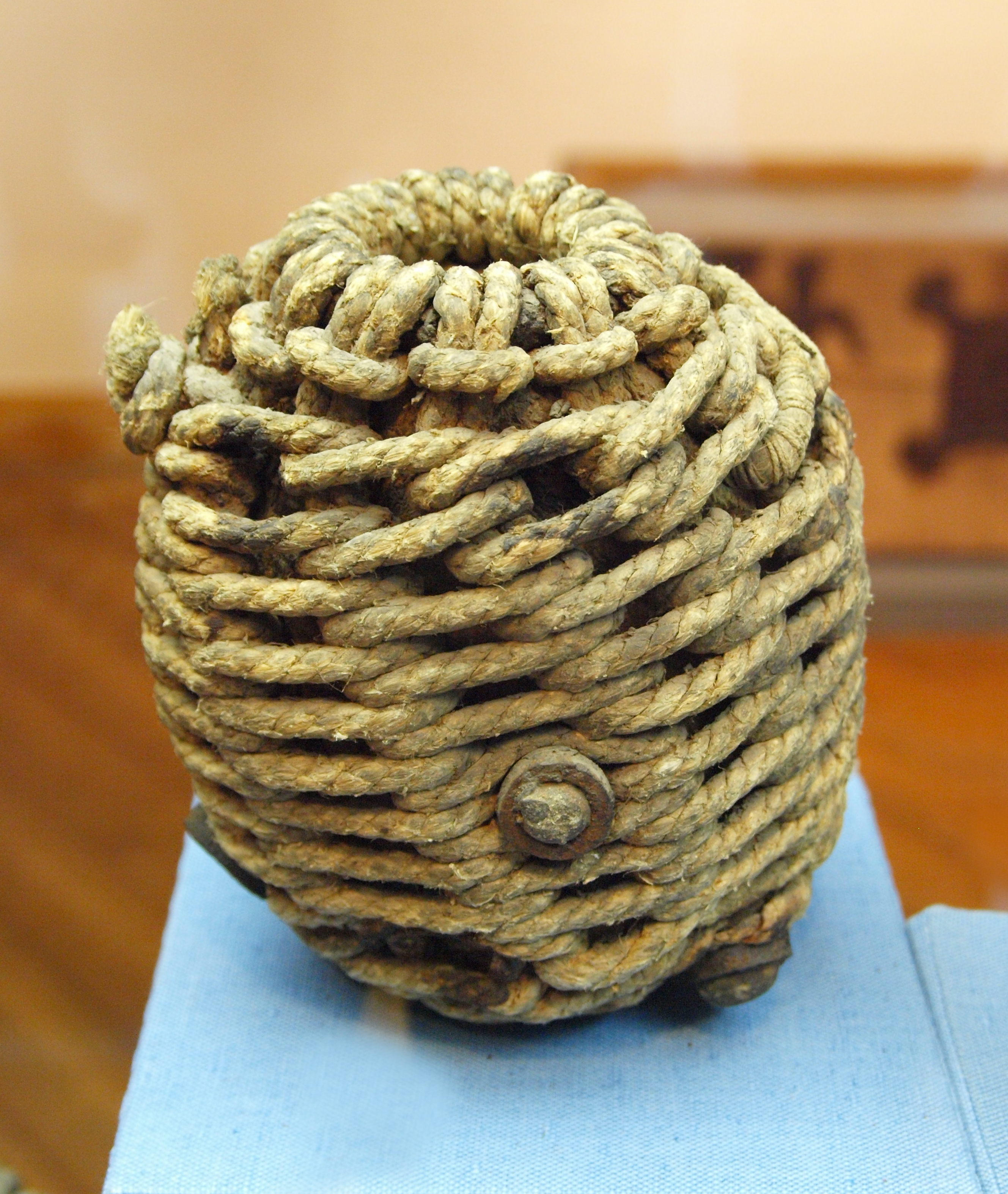
Una carcasa del, museo de Veste Coburg, Alemania.

Los franceses emplearon por primera vez las carcasas en 1672, durante el reinado de Luis XIV. También eran disparadas desde los barcos bombarda.
La carcasa empleada por la Royal Navy en el siglo XVIII e inicios del siglo XIX, especialmente en el ataque al Fuerte McHenry, era una esfera hueca de hierro fundido que pesaba 89 kg. En lugar de un solo agujero para la espoleta de un obús de la época, la carcasa tenía tres aberturas, con un diámetro de 76 mm cada una. Al ser disparada, su carga incendiaria ardía por 11 minutos. Era especialmente útil durante los bombardeos nocturnos, ya que los proyectiles llameantes ayudaban al apuntamiento del cañón.

## Mezcla incendiaria
Para la preparación de la mezcla incendiaria empleada en una carcasa, el filósofo del siglo XVIII Christian Wolff indicaba 10 partes de pólvora molida, 2 de salitre, 1 de azufre y 1 de colofonia; o 6 de pólvora, 4 de salitre, 4 de azufre, 1 de vidrio molido, 0,5 de antimonio, 0,5 de alcanfor, 1 de sal amoniacal y 0,25 de cloruro de sodio. Para el proyectil, él empezaba con dos anillos de hierro (otros empleaban planchas), instalando uno a un extremo, cerca de la abertura desde donde se dispararía la carcasa, con el otro en el extremo opuesto. Los anillos iban sujetos con cuerdas a lo largo del proyectil, que se intersectaban con otras cuerdas a lo ancho, haciendo un nudo en cada intersección. Entre los pliegues de las cuerdas, había agujeros, tubos de cobre insertados que se llenaban hasta la mitad con pólvora y balas de plomo, presionándolos con estopa. Se cerraba la abertura del interior del proyectil y después se sumergía la carcasa en una mezcla de 4 partes de brea, 20 de colofonia, 1 de trementina y la cantidad necesaria de pólvora molida para darle la consistencia de una pasta. Después de la inmersión, el proyectil se cubría con estopa y se sumergía nuevamente, hasta obtener el calibre adecuado para el mortero.
Las carcasas empleadas por la Royal Navy desde el siglo XVIII hasta el siglo XIX, estaban cargadas con una mezcla de salitre, azufre, colofonia, sulfuro de antimonio, sebo y trementina.